# Vasile Chiroiu
Vasile Chiroiu (Nagykomlós, 13 d'agost de 1910 - 9 de maig de 1976) fou un futbolista romanès de la dècada de 1930.
Disputà 9 partits amb la selecció de futbol de Romania, amb la qual participà en el Mundial de 1938. Pel que fa a clubs, destacà a Politehnica Timișoara, Rapid Bucarest, CA Oradea o Ripensia Timișoara.